# República Popular China en los Juegos Olímpicos de la Juventud 2018
La República Popular China compitió en los Juegos Olímpicos de la Juventud 2018 en Buenos Aires, Argentina desde el 6 de octubre al 18 de octubre de 2018.

## Deportes

### Atletismo
| Sexo | Atleta       | Evento          | Stage 1  | Stage 1 |
| Sexo | Atleta       | Evento          | Result   | Rank    |
| ---- | ------------ | --------------- | -------- | ------- |
| W    | Liu Quantong | Discus Throw    | 50'30    | 4       |
| M    | Wang Xin     | 5000m Race Walk | 20:28'02 | 3       |

## Medallas
|       | Medalla de oro | Medalla de plata | Medalla de bronce | Total |
| ----- | -------------- | ---------------- | ----------------- | ----- |
| TOTAL | 18             | 9                | 9                 | 36    |

## Medallistas
El equipo olímpico chino obtuvo las siguientes medallas:

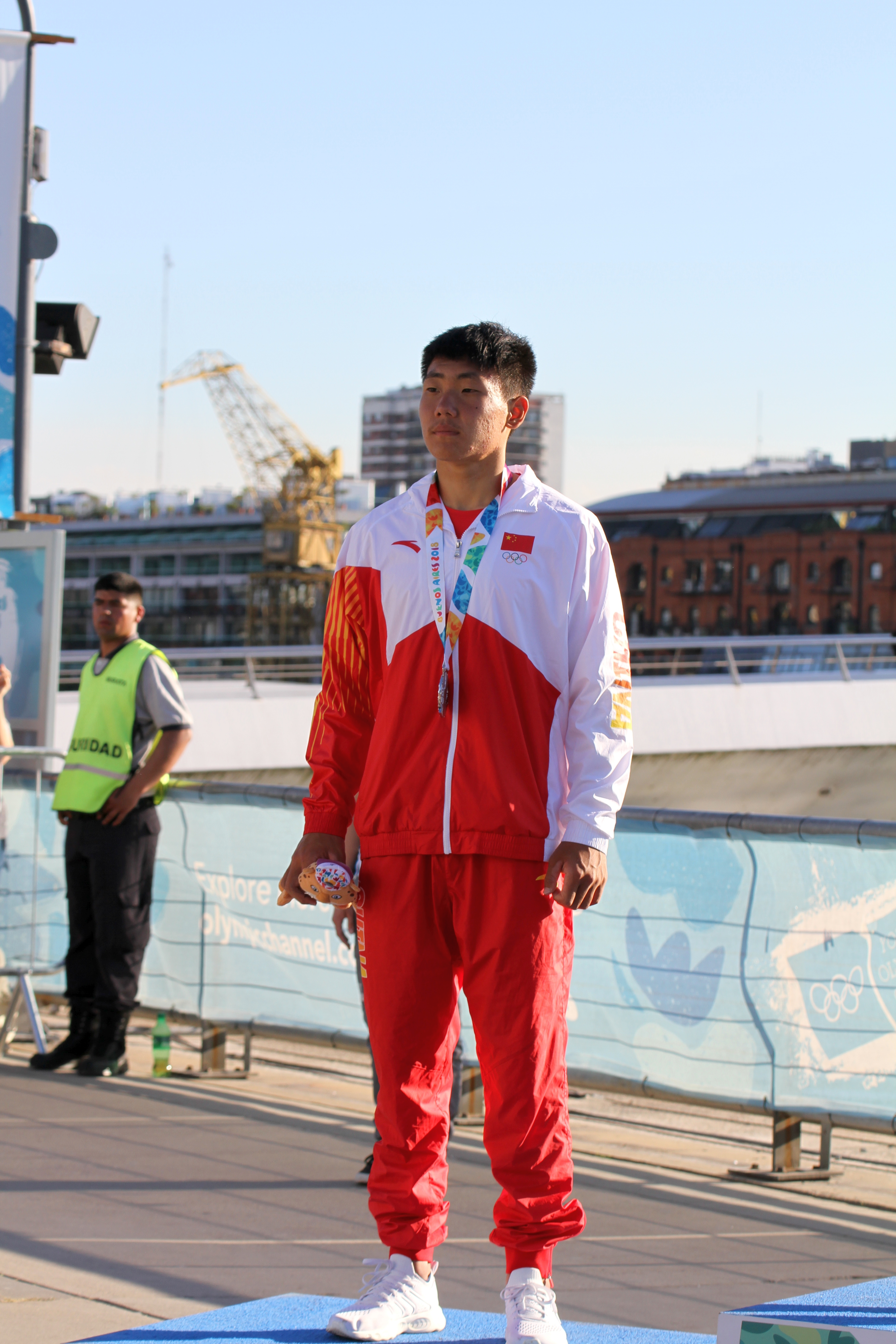
Guan Changheng en la ceremonia de premiación.

| Nombre                                            | Deporte       | Competición                      |
| ------------------------------------------------- | ------------- | -------------------------------- |
| Oro                                               |               |                                  |
| Zhang Mengyao                                     | Tiro con arco | Individual M                     |
| Li Shifeng                                        | Bádminton     | Individual M                     |
| Lin Shan                                          | Saltos        | Trampolín 3 m F                  |
| Lin Shan                                          | Saltos        | Plataforma 10 m F                |
| Sun Jiajun                                        | Natación      | 100 m Pecho M                    |
| Peng Xuwei Zheng Muyan Lin Xintong Yang Junxuan   | Natación      | 4 × 100 m Combinados F           |
| Wang Guanbin Sun Jiajun Lin Xintong Yang Junxuan  | Natación      | 4 × 100 m Cmbinados X            |
| Chen Long                                         | Atletismo     | Salto en Alto M                  |
| Xi Ricuo                                          | Atletismo     | 5 km Marcha F                    |
| Li Xinhui                                         | Atletismo     | Lanz. de Bala F                  |
| Yin Dehang                                        | Gimnasia      | Artística - Salto del Potro M    |
| Tang Xijing                                       | Gimnasia      | Artística - Viga de Equilibrio F |
| Fu Fantao                                         | Gimnasia      | Trampolín M                      |
| Fan Xinyi                                         | Gimnasia      | Trampolín F                      |
| Wang Chuqin                                       | Tenis de Mesa | Individual M                     |
| Sun Yingsha                                       | Tenis de Mesa | Individual F                     |
| Sun Yingsha Wang Chuqin                           | Tenis de Mesa | Dobles X                         |
| Zhou Xinru                                        | Lucha         | Libre - Hasta 65Kg F             |
| Plata                                             |               |                                  |
| Lian Junjie                                       | Saltos        | Plataforma 10 m M                |
| Sun Jiajun                                        | Natación      | 50 m Pecho M                     |
| Wang Guanbin Sun Jiajun Shen Jiahao Hong Jinquan  | Natación      | 4 × 100 m Combinados M           |
| Yang Junxuan                                      | Natación      | 100 m Libres F                   |
| Yang Junxuan                                      | Natación      | 200 m Libres F                   |
| Xing Jialiang                                     | Atletismo     | Lanz. de Bala M                  |
| Wang Zhiyi                                        | Bádminton     | Individual F                     |
| Guan Changheng                                    | Piragüismo    | Kayak Slalom con Obst. M         |
| Yin Dehang                                        | Gimnasia      | Artística - Barras Paralelas M   |
| Bronce                                            |               |                                  |
| Yang Junxuan                                      | Natación      | 50 m Libres F                    |
| Shen Jiahao Hong Jinquan Lin Xintong Yang Junxuan | Natación      | 4 × 100 m Libres X               |
| Wang Qi                                           | Atletismo     | Lanz. de Martillo M              |
| China                                             | Hockey        | Equipo F                         |
| Yin Dehang                                        | Gimnasia      | Artística - Anillas M            |
| Tang Xijing                                       | Gimnasia      | Artística - Barras Asimétricas M |
| Cao Zihan                                         | Taekwondo     | Hasta 49Kg F                     |
| Mu Wenzhe                                         | Taekwondo     | Más de 63Kg F                    |
| Wang Xinyu Wang Xiyu                              | Tenis         | Dobles F                         |

## Competidores
| Deporte   | Hombres | Mujeres | Total |
| --------- | ------- | ------- | ----- |
| Atletismo |         | 1       | 1     |
| Total     |         | 1       | 1     |

- Datos: Q48609455
- Multimedia: China at the 2018 Summer Youth Olympics / Q48609455